# ハーバード・ビジネス・レビュー
ハーバード・ビジネス・レビュー（英語：Harvard Business Review、HBR）は、アメリカ合衆国の経営学誌。
1922年にハーバード・ビジネス・スクールの機関誌として創刊された。
米国外では、日本、ブラジル（ポルトガル語）、中国、ドイツ、イスラエル、イタリア、ポーランド、ロシア、南アジア（英語）、台湾（中華民国）、トルコで発行されている。
権威ある雑誌では有るが位置付けとしては、学術論文のジャーナルではなく、実務家向けのものとされている（科学でいうと通俗科学に相当する。）。

## 日本語版
ダイヤモンド社より、『DIAMONDハーバード・ビジネス・レビュー』（DHBR）として発行されている。創刊は1976年（昭和51年）である。
HBR論文の邦訳に加えて、日本語版独自の記事が組み合わされている。